# Château de Hrušov

Le château de Hrušov (Hrušovský hrad en slovaque, Hrussó vár en hongrois) est un ancien château fort slovaque. Il est situé sur la route reliant Topoľčianky à Skýcov, dans la commune de Hostie, au sein du district de Zlaté Moravce. Il se situe historiquement dans le comté de Bars, au sein du royaume de Hongrie.

## Histoire
Il est mentionné pour la première fois en 1293. Sa date de construction n'est pas connue avec précision mais est susceptible de suivre les invasions mongoles du milieu du XIIIe siècle. Il est la propriété de la famille Lévai entre 1321 et 1344, avec Bede Vörös comme gouverneur (várnagy en hongrois). Ces gouverneurs du château font de fréquentes incursions sur les domaines appartenant au monastère de Saint-Benoît et le roi Louis ordonne, le 4 juillet 1352, que le domaine du monastère appelé Knezsicz ne soit pas pris et que l'eau du moulin sur la rivière Zsitva ne soit pas prélevée. Miklós Perényi (1351-1359) et l'alispán Domonkos Nagy (1393) sont cités comme gouverneur du château. En possession de la Couronne, la forteresse passe entre les mains du palatin de Hongrie Leusták Ilsvai vers 1396, également châtelain de Keselőkő, avant de retourner au roi Sigismond, le palatin ne pouvant délivrer d'acte de donation. Sigismond en fait don en 1403 à un membre de la famille Forgách, alors főispán de Nyitra, qui s'est engagé à fournir 300 cavaliers mercenaires au château d'Ezstegom. Hrussó appartient ensuite à la famille Kanizsai. En 1408, l'archevêque János Kanizsai et ses frères le cèdent, moyennant six-mille forints, aux fils György et Péter du palatin Leusták Ilsvai. En 1424, le roi échange le château de Saskő (hu) contre celui de Hrussó auprès des Csetneki (hu), famille issue des Bebek (en). Il appartient l'année suivante au fils de János Bebek de Pelsőcz. Il est occupé en 1447 par János Kistapolcsányi qui est convoqué par la palatin avant de le rendre à la famille Bebek. Par un contrat de 1486 passé avec György et Pál Bebek de Pelsőczi et Imre Szapolyai, Pál Szölcséni entre en possession du château auquel sont alors attachés les domaines de Knezsicz, Maholyán, Puszta-Lehota, Nagy-Lehota, Lewes, Boroch, Keresztúr, Zsikava, Kenóghi et Skóghi. L'abbé de Saint-Benoît lui intente un procès le 25 juillet 1468 pour protester contre l'occupation de Knezsicz, Maholány, Lehota et Zsikava, alors domaines du monastère. Le château de Hrussó est cité de nouveau en 1476 comme étant entre les mains de Mihály Szerdahelyi à qui Matthias Ier de Hongrie demande des preuves de propriété. Le roi Matthias en fait don en 1486 à Gergely Lábatlani, gouverneur des biens de l'archevêque d'Esztergom à Bács. Propriétaires du château depuis quelques années seulement, les frères András et János Both de Bajna le revendent en 1492 aux frères Simon, Pál et György Verebélyi ainsi qu'au fils de ce dernier nommé János. György Verebélyi vend la forteresse en 1502 à Pál Holy de Radna et Ambrus Sárkány de Ákosház qui la revendent en 1504 à Lőrincz Hrussói de Zábláthi, capitaine de Bajmócz et de Trencsén et à ses enfants. Selon ce dernier contrat (1504), le château comprend les domaines et localités suivantes : Szolcsány, Knezsicz, Zsitva-Keresztúr, Kosztolány, Lehota, Lehotka, Zsikava, Hostheolcz, ainsi que Szkiczó, Ebedecz, Barócz, Lewes et Lamathyncz.
Selon l'historien Samu Borovszky, il n'y a sans doute guère de château qui, au XVe siècle, ait changé de mains autant de fois que celui de Hrussó. Plus tard, le château appartiendra au domaine de Kistapolcsány, possession de la famille Keglević puis des princes Charles-Louis et Joseph.
Le château est rénové et ses défenses améliorées sous l'impulsion du comte Laszlo Rákóczi durant la deuxième partie du XVIIe siècle. À la suite de la défaite des troupes du prince François II Rákóczi en 1708, le château est ravagé par l'armée impériale, comme de nombreuses autres places fortes occupées par les rebelles kuruc. Dès lors, le château est abandonné et tombe en ruine. Il est rénové une première fois de 1928 à 1930 sous la direction de Ing. K. Kühna de l'Institut national du patrimoine (Státního památkového ústavu) à Prague. Le président Tomáš Masaryk promeut et visite plusieurs fois le château au cours de séjours dans sa maison de campagne de Topoľčianky. D'autres travaux de consolidation et rénovation sont effectués au début du XXIe siècle.

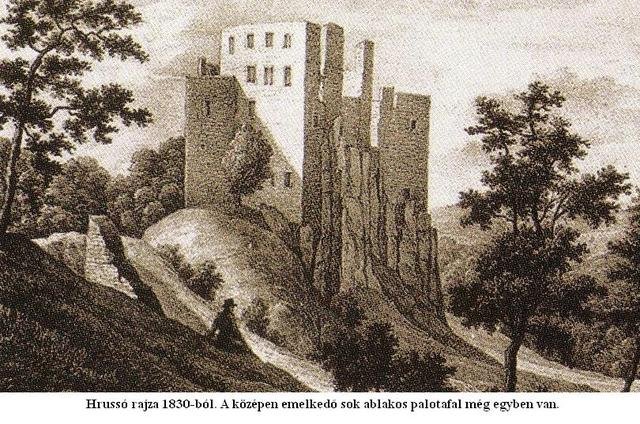
Gravure du château de Hrussó en 1830
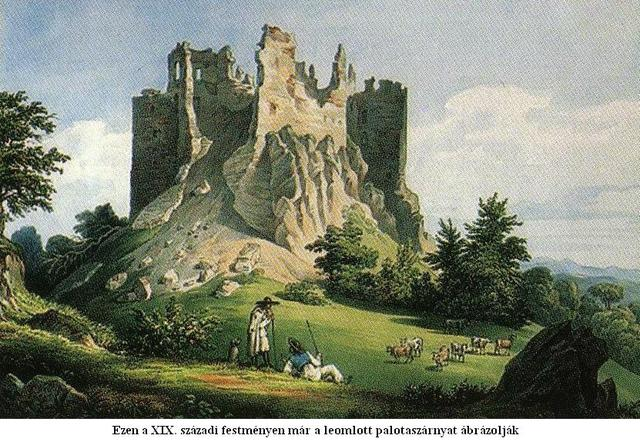
Peinture du château au XIXe siècle
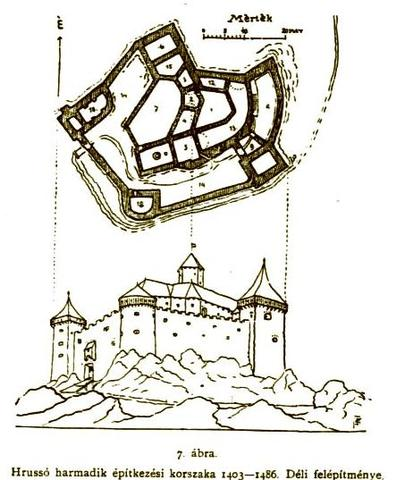
Plan du château, reconstitution